# Natali Helberger
Natali Helberger (* 1970 in Frankfurt am Main) ist eine deutsche Rechtswissenschaftlerin und Professorin, die seit 2013 den Lehrstuhl für Informationsrecht an der juristischen Faktultät der Universität Amsterdam innehat. Sie befasst sich schwerpunktmäßig mit den Auswirkungen von digitalen Technologien auf Mensch, Gesellschaft und Recht. Helberger war und ist unter anderem Mitglied des Expertenausschusses des Europarates zu Künstlicher Intelligenz und dem Connect Advisory Forum der Europäischen Kommission zu Informationstechnologien.

## Schwerpunkte
Helberger befasst sich mit Filterblasen, Smart TV, News-Empfehlungsalgorithmen und Datenschutz. Dabei untersucht sie die politischen und juristischen Fragen einer zunehmend digitaler geprägten Gesellschaft und ist auch an Gesetzgebungsprozessen beteiligt – so beriet sie etwa die EU bei der Ausarbeitung der Datenschutz-Grundverordnung (DSGVO).
2015 erhielt sie ein ERC Starting Grant des Europäischen Forschungsrats für ihre Arbeit zu den Einflüssen von lernenden Systemen und Empfehlungsalgorithmen für personalisierte Inhalte auf die Rolle der Medien in der Demokratie.
Seit 2019 leitet sie den Schwerpunktbereich „Human(e) AI“ an der Universität Amsterdam mit. Zum 1. November 2019 verleiht ihr die Universität Amsterdam den Titel Universitätsprofessor (universiteitshoogleraar) mit dem interdisziplinären Forschungsschwerpunkt Künstliche Intelligenz und ihrem Einfluss auf Mensch und Gesellschaft.
Helberger ist außerdem Mitherausgeberin des Journals Internet Policy Review. 2014 gehörte sie zu den Erstunterzeichnenden eines Aufrufs gegen Massenüberwachung.
2024 verlieh ihr die Wirtschafts- und Sozialwissenschaftliche Fakultät der Universität Freiburg (Schweiz) den Ehrendoktortitel.

## Mitgliedschaften
- Expertengruppe des Europarats zu Künstlicher Intelligenz und Menschenrechten[12]
- Leitung des Teilbereichs Citizenship and Democracy im Forschungsprogramm „Digitale Gesellschaft“ innerhalb der niederländischen Vereinigung der Universitäten (Vereniging van Universiteiten)[7]
- Lenkungsausschuss des niederländischen VWData Kickstarter-Programms zum verantwortlichen Umgang mit Big Data.[8]
- Königlich Niederländische Akademie der Wissenschaften (KNAW)[7]
- Koninklijke Hollandsche Maatschappij der Wetenschappen (KHMW)[7]
- Wissenschaftlicher Beirat des Reuters Institute for the Study of Journalism
- Kommunikations- und medienwissenschaftlicher Beirat der Florence School of Regulation, Europäisches Hochschulinstitut[13]
- Leitungsgruppe des Schweizer Nationalen Forschungsprogramms „Digitale Transformation“[14]

## Publikationen (Auswahl)
- Controlling access to content: regulating conditional access in digital broadcasting. Dissertation (= Information Law Series. Nr. 15). Kluwer Law International, Amsterdam 2005, ISBN 90-411-2345-8 (Digitalisat via UvA-DARE (Digital Academic Repository), Universität Amsterdam).
- mit M. van Eechoud, P.B. Hugenholtz, S. van Gompel, L. Guibault: Harmonizing European copyright law: the challenges of better lawmaking (= Information law series). Kluwer Law International, Alphen aan den Rijn 2009, ISBN 978-90-411-3130-0.
- mit L. Guibault, M. Loos, C. Mak, L. Pessers, B. van der Sloot: Digital consumers and the law: towards a cohesive European framework. Kluwer Law International, Alphen aan den Rijn 2013, ISBN 978-90-411-4049-4.